# Szent Sebestyén (film, 1976)
A Szent Sebestyén (eredeti címe Sebastiane) 1976-ban készült színes, angol filmdráma. Ez a film volt Derek Jarman legelső rendezése, s az egyetlen olyan alkotása, amelynél társrendezője volt Paul Humfress személyében. A mű Szent Sebestyén életének eseményein alapul. Kritikusok szerint a filmen letagadhatatlanul érződik Pier Paolo Pasolini kései műveinek hatása.[forrás?]

## Cselekmény
Diocletianus császár udvarában nagyszabású mulatság zajlik, melynek egyik fénypontja egy obszcén tánc, melyet a meghívottak beteges élvezettel figyelnek. Megérkezik a császár kegyence, a testőrparancsnok Sebastiane is. A férfiról azonban kiderül, hogy keresztény érzelmei vannak, ezért az uralkodó egy távoli helyőrségbe száműzi. Az itteni parancsnokot sem hagyja hidegen újdonsült katonájának szépsége, de Sebastiane elhárít minden közeledést. Az unatkozó katonák otromba tréfákkal, fürdőzésekkel, párharcokkal, vadászattal múlatják az időt. Sebastiane nem vesz részt ezekben a mulatságokban, hanem egyetlen barátjával a tengerparton elmélkedik, jövőbeli vértanúságára készül. A centurio hiába könyörög Sebastiane szerelméért, a férfi továbbra is visszautasítja. A parancsnok, ha már megkapni nem tudja imádottja testét, inkább elpusztítja azt: parancsot ad katonáinak Sebastiane kivégzésére…

## Érdekességek
- Szent Sebestyén az egyik legnépszerűbb szent. Testőrparancsnokként Sebestyén Diocletianus római császár kegyeltje volt, de az uralkodó elrendelte a kivégzését, mikor tudomására jutott, hogy kegyence keresztény. A katonák által lenyilazott Sebestyén azonban nem halt meg, s egy mártír özvegyének köszönhetően felépült sebeiből. Miután ismét Diocletianus elé került, a császár halálra botoztatta.
- Derek Jarman (1942–1994) Ken Russell két 1970-es évekbeli filmjének (Ördögök, Barbár Messiás) díszlettervezőjeként kezdte filmes pályáját.
- Lindsay Kemp elvállalta egy magyar Farinelli-film főszerepét, még jóval a kasztrált énekesről szóló világhírű belga alkotás (Farinelli, a kasztrált, 1994) előtt. A próbafelvételek elkészültek, de anyagi okok miatt a filmet végül nem forgatták le.
- A hitelesség kedvéért a forgatókönyvet elvitték egy latinnyelv-professzorhoz, aki az erotikus szövegeket vulgáris latinra fordította.
- Federico Fellini alkotása, a Fellini-Satyricon (1969) lett volna az első film, amit teljes egészében latin nyelven forgatnak, de különböző okok miatt erre végül nem került sor.
- A Sebastiane az egyetlen angol film, amelyet még Angliában is feliratozva vetítettek a latin nyelv miatt.
- A filmet Szardínia szigetén forgatták.
- A filmet 16 mm-es nyersanyagra forgatták, amit a mozibemutató kedvéért nagyítottak fel 35 mm-esre.
- Érdekes ellentmondás, hogy a filmben a keresztény Sebestyén sorsa ugyan a homoszexuálisok kitaszítottságát szimbolizálja, a főhős mégis homoszexuális csábításoknak van kitéve.
- Amikor a filmben gyakran látható meztelenség okairól faggatták, Jarman állítólag ezt felelte: „Nem volt pénzünk kosztümökre”.
- Az egyik jelenetben a katonák frizbivel játszanak: amikor egyikőjük elkapja a játékszert, egy pillanatra jól látható azon egy logó.
- Az angliai televíziós premier alkalmával a filmből kivágták azt a néhány képkockát, melyeken a meztelenül ölelkező két katona egyike merev hímtaggal látható. Az angol DVD-változatból ugyancsak hiányoznak ezek a pillanatok, melyek a magyar VHS-változatban azonban megtalálhatók.

## Magyar kritikai visszhang
„A stilizáltság netovábbja a Sebastiane, mely Szent Sebestyén viszontagságait (és gyönyörű testét) mutatja be egy római helyőrség fülledt légkörében, s ahol a szereplők mind latinul beszélnek – ami nem valósághűbbé teszi a filmet, nem kosztümös-rekonstruálttá, hanem ellenkezőleg: végképpen stilizálttá és túlfinomulttá.”

(Nádasdy Ádám: Körülötte angyalok. In: Filmvilág 1994/5, 6. oldal)

## Főszereplők
- Barney James (Severus)
- Neil Kennedy (Maximus)
- Leonardo Treviglio (Sebastiane)
- Richard Warwick (Justin)
- Donald Dunham (Claudius)
- Daevid Finbar (Julian)
- Ken Hicks (Adrian)
- Lindsay Kemp (táncos)
- Steffano Massari (Marius)
- Janusz Romanov (Anthony)
- Gerald Incandela (leopárdfiú)
- Luciana Martínez (római matróna) (nem szerepel a stáblistán)
- Eric Roberts (hóhér) (nem szerepel a stáblistán)
- Kevin Whitney (udvari festő) (nem szerepel a stáblistán)
- Robert Medley (Diocletianus császár)

A császár vendégei
(Charlotte Barnes-tól kezdve a felsoroltak neve nem szerepel a film stáblistáján.)
- Peter Hinwood
- Jordan
- Philip Sayer
- Charlotte Barnes
- Rufus Barnes
- Nell Campbell
- Sally Campbell
- Graham Cracker
- Michael Davis
- Nicholas de Jongh
- Joan de Vere Hunt
- Duggie Fields
- Guy Ford
- Christopher Hobbs
- Gerlinde Kostiff
- Michael Kostiff
- Ulla Larson-Styles
- Andrew Logan
- Alasdair McGaw
- Patricia Quinn
- Norman Rosenthal
- Johnny Rozsa
- John Scarlett-Davies
- Rae Spencer-Cullen
- Volker Stokes
- Thilo von Watzdorf
- Harry Waistnage